# ISO 10487

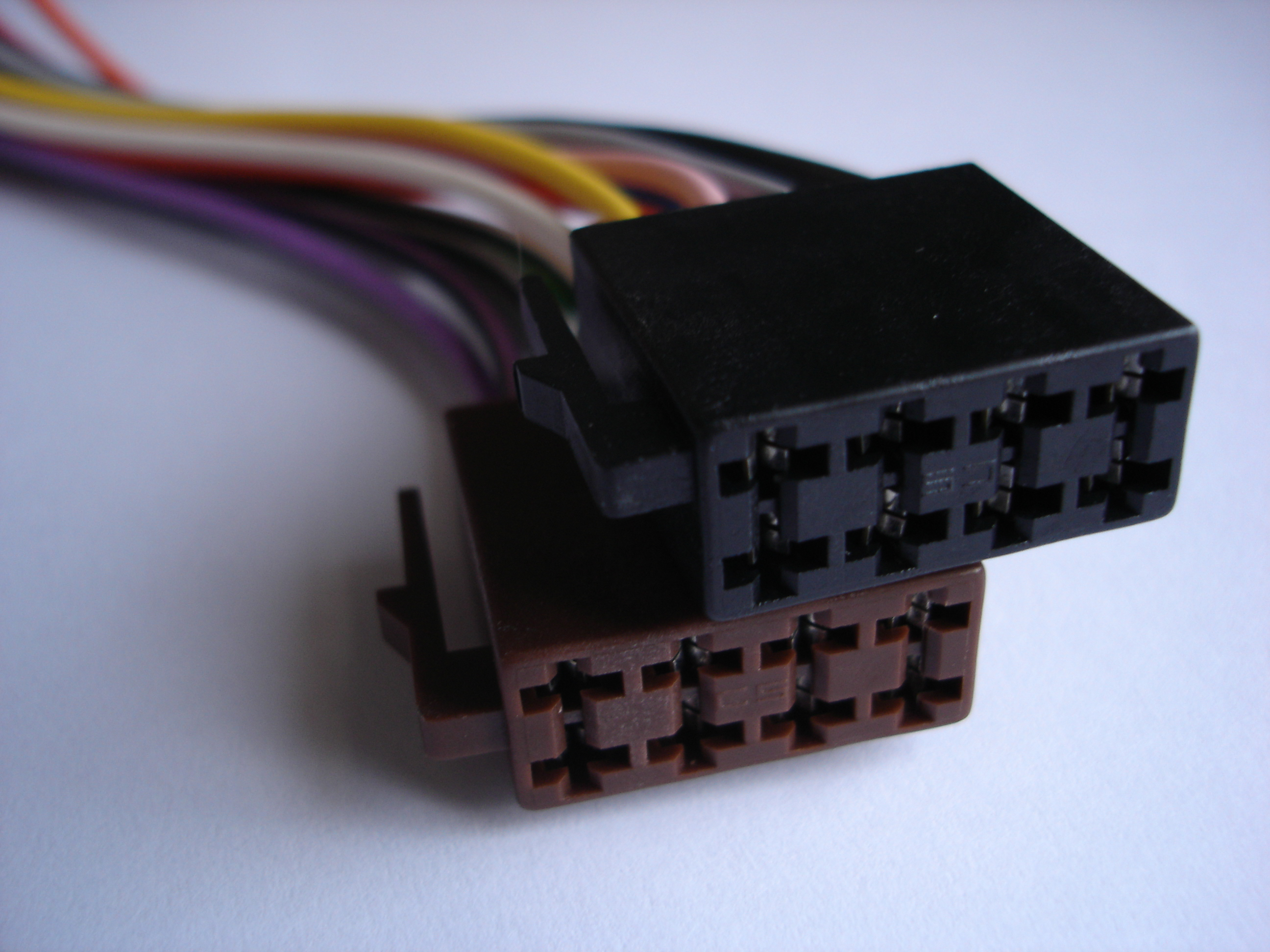
Connettore ISO 10487 usato nelle automobili

Lo standard ISO 10487 definisce le specifiche di un connettore a 8 pin usato tipicamente nelle autoradio.
Sono presenti vari pin con varie funzionalità tra cui quelli che forniscono l'alimentazione, un pin detto on-off, i pin per l'uscita audio verso gli altoparlanti ed opzionalmente per l'antenna motorizzata.
Disposizione dei pin di connessione.
| 1) controllo volume in funzione della velocità(optional) | 3) N/C                       | 5) antenna                            | 7) +12V alimentazione |
| 2) azzeramente volume (mute) (optional)                  | 4) +12V alim. dalla batteria | 6) illuminazione autoradio (optional) | 8) massa              |

| 1) destra dietro (+) | 3) destra davanti (+) | 5) sinistra davanti (+) | 7) sinistra dietro (+) |
| 2) destra dietro (−) | 4) destra davanti (−) | 6) sinistra davanti (−) | 8) sinistra dietro (−) |